# Grzegorzew (gromada)
Grzegorzew – dawna gromada, czyli najmniejsza jednostka podziału terytorialnego Polskiej Rzeczypospolitej Ludowej w latach 1954–1972.
Gromady, z gromadzkimi radami narodowymi (GRN) jako organami władzy najniższego stopnia na wsi, funkcjonowały od reformy reorganizującej administrację wiejską przeprowadzonej jesienią 1954 do momentu ich zniesienia z dniem 1 stycznia 1973, tym samym wypierając organizację gminną w latach 1954–1972.
Gromadę Grzegorzew z siedzibą GRN w Grzegorzewie utworzono – jako jedną z 8759 gromad na obszarze Polski – w powiecie kolskim w woj. poznańskim, na mocy uchwały nr 24/54 WRN w Poznaniu z dnia 5 października 1954. W skład jednostki weszły obszary dotychczasowych gromad Barłogi, Grzegorzew, Ponętów Dolny i Tarnówka ze zniesionej gminy Krzykosy w tymże powiecie. Dla gromady ustalono 27 członków gromadzkiej rady narodowej.
1 stycznia 1959 do gromady Grzegorzew włączono miejscowości Boguszyniec, Boguszyniec Mały i Kiełczewek ze zniesionej gromady Boguszyniec w tymże powiecie.
31 grudnia 1971 do gromady Grzegorzew włączono miejscowości Borysławice Zamkowe, Bylice Kolonia, Grodno, Widów i Zabłocie ze zniesionej gromady Borysławice Kościelne w tymże powiecie.
Gromada przetrwała do końca 1972 roku, czyli do kolejnej reformy gminnej. 1 stycznia 1973 w powiecie kolskim utworzono gminę Grzegorzew.